# Namangan repülőtér
A Namangan repülőtér (IATA: NMA, ICAO: UTFN) nemzetközi repülőtér Üzbegisztánban, Namangan közelében.  Éves utasforgalma 240 000 fő (2019).

## Futópályák
A repülőtér futópályái:
- 10/28 (3261 m, aszfalt)

## Forgalom
Az utasforgalom az elmúlt években az alábbi módon változott:
| 2019 | 240 000 |

## Légitársaságok és úticélok
2023-ban a Namangan repülőtérről az alábbi járatok indulnak:
| Légitársaság       | Célállomások                                                                            |
| ------------------ | --------------------------------------------------------------------------------------- |
| flydubai           | Dubai–International                                                                     |
| Jazeera Airways    | Kuwait City                                                                             |
| NordStar           | Krasnoyarsk–Yemelyanovo                                                                 |
| Red Wings Airlines | Makhachkala, Moscow–Zhukovsky, Yekaterinburg                                            |
| Smartavia          | Saint Petersburg                                                                        |
| Ural Airlines      | Krasnodar, Moscow–Zhukovsky, Saint Petersburg, Yekaterinburg                            |
| Uzbekistan Airways | Bukhara, Krasnodar, Moscow–Vnukovo, Orenburg, Saint Petersburg, Tashkent, Yekaterinburg |